# Arianna Errigo
Arianna Errigo, née le 6 juin 1988 à Monza, est une escrimeuse italienne pratiquant le fleuret.
Vice-championne du monde individuel en 2010, dix fois championne du monde entre 2009 et 2023, elle obtient la médaille d'argent en individuel aux Jeux olympiques de Londres en 2012.
Après 12 titres européens par équipes, elle remporte son premier titre individuel en 2016 à Toruń.

## Biographie
Originaire de la Brianza, Errigo commence l’escrime à 6 ans. Elle fait partie des carabiniers. Elle est mariée au fleurettiste Luca Simonelli et mère de deux enfants, Mirea et Stefano.

### 2004-2009, les premières années
Errigo se fait remarquer en 2004 en remportant le titre lors championnats du monde Cadet, puis en 2006 aux championnats d'Europe Junior avec le titre individuel et l'argent par équipes.
Arianna Errigo, qui a grandi dans l'ombre de Valentina Vezzali, arrive sur le devant de la scène internationale en 2009. Cette année-là elle termine d’abord à la troisième place du championnat d'Europe à Plovdiv avant de remporter le classement général de la coupe du monde d'escrime au fleuret féminin. Aux championnats du monde d'escrime 2009 à Antalya elle se classe à la 3e place.
En 2010, Errigo termine deuxième aux championnats du monde à Paris, battue 15-11 par Elisa Di Francisca, après avoir pourtant battu Valentina Vezzali 15-10. Les trois fleurettistes, rejointes par Ilaria Salvatori, remportent le titre par équipe.

### 2010-2016, les Jeux olympiques de Londres et Rio
Pour sa première participation aux Jeux olympiques en 2012, elle est battue en finale, à la minute supplémentaire, par Elisa Di Francisca, après avoir éliminé la triple championne olympique Valentina Vezzali en demi-finale,.
Elle obtient son premier titre mondial en individuel le 7 août 2013 lors des championnats du monde à Budapest en battant 15 à 8 l'allemande Carolin Golubytskyi.
Bien qu'elle domine le fleuret individuel depuis 2012, et est tête de série numéro 1, elle est battue lors du deuxième assaut par la Canadienne Eleanor Harvey lors des Jeux olympiques de Rio, alors que toute sa préparation tendait vers sa première victoire olympique.

### 2017, le sabre en plus du fleuret
En 2017, Errigo se lance dans les compétitions au sabre sans pour autant abandonner le fleuret avec comme objectif les Jeux de Tokyo. Elle termine la saison deuxième en fleuret avec un titre européen et une médaille de bronze aux mondiaux, et avec une honnête 81e place en sabre.
Lors des Championnats du monde d'escrime 2018 à Wuxi, elle obtient sa 7e médaille individuelle en 8 éditions disputées mais doit se contenter d'une médaille de bronze, avec une défaite 2-15 face à la française, future championne, Ysaora Thibus. Elle remonte sur le podium avec l'équipe italienne pour une médaille d'argent, perdante en finale face aux États-Unis.
L'histoire semble se répéter en 2019 à Budapest avec une nouvelle médaille de bronze et une nouvelle défaite face à une française, Pauline Ranvier, 13-15, puis une deuxième place par équipe contre la Russie. Son parcours au sabre en revanche ne se concrétise pas ; malgré une sélection en équipe en mars 2019, la fédération italienne lui demande de choisir une seule arme pour les Jeux de Tokyo.
Errigo commence la saison 2019-2020 sur un doublé lors de la coupe du monde du Caire, mais la pandémie de Covid-19 suspend l'ensemble des compétitions dès la fin de l'hiver et les Jeux olympiques de Tokyo sont reportés d'une année. C'est finalement en 2021 que se déroulent les JO et après une défaite 7-15 face à sa compatriote Alice Volpi en quart de finale, Errigo remporte une médaille de bronze avec l'équipe d'Italie. L'année suivante, Errigo monte sur la deuxième marche du podium des championnats du monde après une demi-finale gagnée in extremis 15-14 face à Lee Kiefer puis une finale remportée 15-10 par Ysaora Thibus.

### 2023, une maman championne du monde
Malgré une parenthèse dans sa carrière où Errigo devient maman de deux jumeaux le 3 mars 2023, elle fait retour remarqué aux championnats du monde de Milan en montant sur la 2e marche du podium individuel et en remportant une nouvelle fois le titre par équipe.
En 2024, Errigo remporte les deux épreuves, individuelle et par équipes, des championnats d'Europe. Porte-drapeau de la délégation italienne aux Jeux olympiques de Paris,
elle se fait sortir 15-14 en quart de finale par l'américaine Lauren Scruggs de l'épreuve individuelle avant de la retrouver quatre jours plus tard en finale de l'épreuve par équipes où les États-Unis l'emporte 45-39 sur l'Italie.

## Palmarès
- Jeux olympiques :
  -  Médaille d'or par équipes aux Jeux olympiques d'été de 2012 à Londres
  -  Médaille d'argent aux Jeux olympiques d'été de 2012 à Londres
  -  Médaille d'argent par équipes aux Jeux olympiques d'été de 2024 à Paris
  -  Médaille de bronze par équipes aux Jeux olympiques d'été de 2020 à Tokyo

- Championnats du monde :
  -  Médaille d'or par équipes en 2009 à Antalya
  -  Médaille d'or par équipes en 2010 à Paris
  -  Médaille d'or en 2013 à Budapest
  -  Médaille d'or par équipes en 2013 à Budapest
  -  Médaille d'or en 2014 à Kazan
  -  Médaille d'or par équipes en 2014 à Kazan
  -  Médaille d'or par équipes en 2015 à Moscou
  -  Médaille d'or par équipes en 2017 à Leipzig
  -  Médaille d'or par équipes en 2022 au Caire
  -  Médaille d'or par équipes en 2023 à Milan
  -  Médaille d'argent en 2010 à Paris
  -  Médaille d'argent par équipes en 2011 à Catane
  -  Médaille d'argent par équipes en 2016 à Rio de Janeiro
  -  Médaille d'argent par équipes en 2018 à Wuxi
  -  Médaille d'argent par équipes en 2019 à Budapest
  -  Médaille d'argent en 2022 au Caire
  -  Médaille d'argent en 2023 à Milan
  -  Médaille de bronze en 2009 à Antalya
  -  Médaille de bronze en 2015 à Moscou
  -  Médaille de bronze en 2017 à Leipzig
  -  Médaille de bronze en 2018 à Wuxi
  -  Médaille de bronze en 2019 à Budapest

- Championnats d'Europe :
  -  Médaille d'or par équipes en 2009 à Plovdiv
  -  Médaille d'or par équipes en 2010 à Leipzig
  -  Médaille d'or par équipes en 2011 à Sheffield
  -  Médaille d'or par équipes en 2015 à Legnano
  -  Médaille d'or par équipes en 2013 à Zagreb
  -  Médaille d'or par équipes en 2017 à Strasbourg
  -  Médaille d'or par équipes en 2015 à Montreux
  -  Médaille d'or en 2016 à Toruń
  -  Médaille d'or en 2017 à Sheffield
  -  Médaille d'or par équipes en 2017 à Sheffield
  -  Médaille d'or par équipes en 2018 à Novi Sad
  -  Médaille d'or par équipes en 2022 à Antalya
  -  Médaille d'or en 2024 à Bâle
  -  Médaille d'or par équipes en 2024 à Bâle
  -  Médaille d'or par équipes en 2025 à Gênes
  -  Médaille d'argent en 2016 à Toruń
  -  Médaille d'argent en 2018 à Novi Sad
  -  Médaille d'argent en 2022 à Antalya
  -  Médaille de bronze aux championnats d'Europe d'escrime 2009 à Plovdiv
  -  Médaille de bronze en 2012 à Legnano
  -  Médaille de bronze en 2015 à Montreux
  -  Médaille de bronze par équipes en 2019 à Düsseldorf

- Coupe du monde :
  - Vainqueur du classement général de la coupe du monde de fleuret féminin 2009, 2012, 2013, 2014 et 2016
  - Vainqueur du tournoi de coupe du monde Dallas en 2009
  -  Vainqueur du Grand Prix de Gdansk en 2009, 2013 et 2014
  -  Médaille d'argent au tournoi d'escrime de Marseille 2012
  -  Médaille d'or au tournoi d'escrime de Marseille 2014

## Classement en fin de saison
| Année   | 2004 | 2005 | 2006 | 2007 | 2008 | 2009 | 2010 | 2011 | 2012 | 2013 | 2014 | 2015 | 2016 | 2017 | 2018 | 2019 | 2020 | 2021 | 2022 | 2023 | 2024 |
| ------- | ---- | ---- | ---- | ---- | ---- | ---- | ---- | ---- | ---- | ---- | ---- | ---- | ---- | ---- | ---- | ---- | ---- | ---- | ---- | ---- | ---- |
| Fleuret | 162  | 147  | 107  | 110  | 84   | 1    | 4    | 4    | 1    | 1    | 1    | 2    | 1    | 2    | 5    | 6    | 4    | 5    | 5    | 22   | 3    |
| Sabre   | -    | -    | -    | -    | -    | -    | -    | -    | -    | -    | -    | -    | -    | 81   | 24   | 48   | 97   | 82   | -    | -    | -    |

## Décorations
- Collare d'oro al merito sportivo (Collier d'Or du mérite sportif), 2012[16]

- Commandeur de l'ordre du Mérite de la République italienne, 2013[17]

- Collare d'oro al merito sportivo, 2017[18]
- Collare d'oro al merito sportivo, 2022[19]
- Collare d'oro al merito sportivo, 2023[20]